# Дікенсон (округ, Вірджинія)
Шаблон:StateAbbr_ 37°07′ пн. ш. 82°21′ зх. д. / 37.12° пн. ш. 82.35° зх. д.
Округ  Дікенсон (англ. Dickenson County) — округ (графство) у штаті  Вірджинія, США. Ідентифікатор округу 51051.

## Історія
Округ утворений 1880 року.

## Демографія
За даними перепису 2000 року загальне населення округу становило 16395 осіб, усе сільське. Серед мешканців округу чоловіків було 8017, а жінок — 8378. В окрузі було 6732 домогосподарства, 4887 родин, які мешкали в 7684 будинках. Середній розмір родини становив 2,88.
Віковий розподіл населення поданий у таблиці:
| Стать    | До 15 років | 15-21 | 22-29 | 30-39 | 40-49 | 50-65 | 65-85 | Понад 85 |
| -------- | ----------- | ----- | ----- | ----- | ----- | ----- | ----- | -------- |
| Чоловіки | 1470        | 857   | 747   | 1079  | 1355  | 1512  | 925   | 72       |
| Жінки    | 1429        | 770   | 756   | 1161  | 1344  | 1542  | 1203  | 173      |

## Суміжні округи
- Б'юкенан — північний схід
- Расселл — південний схід
- Вайз — південний захід
- Пайк, Кентуккі — північний захід

## Виноски
1. ↑  U.S. Decennial Census. United States Census Bureau. Архів оригіналу за 26 квітня 2015. Процитовано 2 січня 2014.
2. ↑  Historical Census Browser. University of Virginia Library. Архів оригіналу за 11 серпня 2012. Процитовано 2 січня 2014.
3. ↑  Population of Counties by Decennial Census: 1900 to 1990. United States Census Bureau. Архів оригіналу за 15 грудня 2013. Процитовано 2 січня 2014.
4. ↑  Census 2000 PHC-T-4. Ranking Tables for Counties: 1990 and 2000 (PDF). United States Census Bureau. Архів оригіналу (PDF) за 18 грудня 2014. Процитовано 2 січня 2014.
5. ↑  County Population Totals and Components of Change: 2010-2018. Процитовано 25 травня 2019.
6. ↑  American FactFinder. Бюро перепису населення США. Архів оригіналу за 21 травня 2008. Процитовано 31 січня 2008.

| США | Це незавершена стаття з географії США. Ви можете допомогти проєкту, виправивши або дописавши її. |